# Verordnung (EU) Nr. 167/2013
Die Verordnung (EU) Nr. 167/2013, Langname Verordnung (EU) Nr. 167/2013 des Europäischen Parlaments und des Rates vom 5. Februar 2013 über die Genehmigung und Marktüberwachung von land- und forstwirtschaftlichen Fahrzeugen ist eine EU-Verordnung, die die Verwaltungsvorschriften und technischen Anforderungen für die Typgenehmigung aller neuen Fahrzeuge, Systeme, Bauteile oder selbstständigen technischen Einheiten festlegt sowie Vorschriften für die Marktüberwachung derselben definiert. Die Verordnung gilt für land- und forstwirtschaftliche Fahrzeuge sowie für Systeme, Bauteile und selbstständige technische Einheiten sowie Teile und Ausrüstungen, die für solche Fahrzeuge ausgelegt und gebaut werden. Bestätigt ein Mitgliedstaat, dass der Typ eines Fahrzeugs, eines Systems, eines Bauteils oder einer selbständigen technischen Einheit die einschlägigen technischen Anforderungen erfüllt, kann der Hersteller jedem demnach gefertigten Fahrzeug eine EG-Übereinstimmungsbescheinigung beifügen – englisch COC (certificate of conformity). Mit dieser kann die Zulassung von Fahrzeugen zum Straßenverkehr bei der zuständigen Zulassungsbehörde beantragt werden.

## Geschichte
Zur Förderung des Binnenmarkts wurde bereits 2003 mit der Richtlinie 2003/37/EG ein umfassendes Typgenehmigungsverfahren für Zugmaschinen, ihre Anhänger und die von ihnen gezogenen auswechselbaren Geräte in der EU eingeführt. Diese Richtlinie begrenzte in einem ersten Schritt die verbindliche Anwendung des EG-Gesamtfahrzeug-Typgenehmigungsverfahrens auf Fahrzeuge der Klassen T1, T2 und T3 und enthielt nicht alle Vorschriften, die für einen Antrag auf EG-Gesamtfahrzeug-Typgenehmigung auf freiwilliger Basis für andere Klassen erforderlich gewesen wären. Zur Vollendung des Binnenmarkts und zur Sicherstellung seines reibungslosen Funktionierens wurde mit der neuen Verordnung der Geltungsbereich erheblich ausgeweitet und enthält jetzt alle Traktoren (auch über 40 km/h) sowie Anhänger und angehängte Arbeitsgeräte. Außerdem wurde mit der Einführung der Verordnung (EU) Nr. 167/2013 ein neues Regulierungskonzept eingeführt, in dem der Gesetzgeber im ordentlichen Gesetzgebungsverfahren nur die grundlegenden Regeln und Prinzipien festlegt und die Befugnis zum Erlass von Rechtsakten in Bezug auf weitere technische Einzelheiten an die Kommission delegiert (Tractor Mother Regulation).
Im Februar 2013 erließen Europäisches Parlament und Europäischer Rat die hier beschriebene Verordnung (EU) Nr. 167/2013 des Europäischen Parlaments und des Rates vom 5. Februar 2013 über die Genehmigung und Marktüberwachung von land- und forstwirtschaftlichen Fahrzeugen. In Deutschland ist das Kraftfahrt-Bundesamt gemäß § 2 EG-Fahrzeuggenehmigungsverordnung für die Kontrolle der Einhaltung der Regelungen sowie die Typgenehmigung und von Kraftfahrzeugen zuständig.

## Inhalt der Verordnung
Zur „Mutter-Vorschrift“ der Verordnung (EU) Nr. 167/2013 gehören fünf „Kinder“:

Namentlich sind dies vier Verordnungen mit den Anforderungen an die Bremsanlagen, die Arbeitssicherheit, die Verkehrssicherheit und den Umweltschutz sowie eine Durchführungsverordnung mit den Verwaltungsvorschriften und Formularen:
- Mit der Delegierten Verordnung (EU) 2015/68 zur Ergänzung der Verordnung (EU) Nr. 167/2013 hinsichtlich der Anforderungen für die Bremsen von Fahrzeugen werden die technischen Anforderungen und Prüfverfahren hinsichtlich der funktionalen Sicherheit in Bezug auf die Bremsleistung von land- und forstwirtschaftlichen Fahrzeugen und Systemen, Bauteilen und selbstständigen technischen Einheiten, die für solche Fahrzeuge bestimmt sind, festgelegt.
- Mit der Delegierten Verordnung (EU) Nr. 1322/2014 zur Ergänzung und Änderung der Verordnung (EU) Nr. 167/2013 werden die technischen Anforderungen und Prüfverfahren festgelegt, die für den Bau von land- und forstwirtschaftlichen Fahrzeugen erforderlich sind, um das Verletzungsrisiko für Personen, die an oder mit dem Fahrzeug arbeiten, zu minimieren.
- Mit der Delegierten Verordnung (EU) 2015/208 zur Ergänzung der Verordnung (EU) Nr. 167/2013 hinsichtlich der Anforderungen an die funktionale Sicherheit von Fahrzeugen werden die technischen Anforderungen und Prüfverfahren in Bezug auf die funktionale Sicherheit – mit Ausnahme der Bremsleistung – für die Genehmigung und Marktüberwachung von land- und forstwirtschaftlichen Fahrzeugen und den für diese Fahrzeuge bestimmten Systemen, Bauteilen und selbstständigen technischen Einheiten festgelegt.
- Mit der Durchführungsverordnung (EU) 2015/504 zur Durchführung der Verordnung (EU) Nr. 167/2013 werden einheitliche Bedingungen für die Durchführung der Verwaltungsvorschriften für die Typgenehmigung neuer land- und forstwirtschaftlicher Fahrzeuge sowie von Systemen, Bauteilen und selbständigen technischen Einheiten, die für derartige Fahrzeuge ausgelegt und gebaut werden, und für das Inverkehrbringen und die Inbetriebnahme von Teilen oder Ausrüstungen, von denen ein erhebliches Risiko für das einwandfreie Funktionieren von Systemen ausgehen kann, die für die Sicherheit des Fahrzeugs oder seine Umweltverträglichkeit von wesentlicher Bedeutung sind, festgelegt.
- Mit der Delegierten Verordnung (EU) 2018/985 wird die Verordnung (EU) Nr. 167/2013 in Bezug auf die Anforderungen an die Umweltverträglichkeit und die Leistung der Antriebseinheit land- und forstwirtschaftlicher Fahrzeuge und ihrer Motoren ergänzt. Um die Auswirkungen der COVID-19-Krise zu bewältigen, wird durch die Delegierte Verordnung (EU) 2020/1564 die Verordnung (EU) 2018/985 geändert und deren Übergangsfristen werden verlängert:
  - Für Motoren der Unterklassen der Klasse NRE, deren in Anhang III der Verordnung (EU) 2016/1628 enthaltenes verbindliches Datum des Inverkehrbringens der 1. Januar 2020 ist, gestatten die EU-Länder Fahrzeugherstellern mit einer jährlichen Gesamtproduktion von weniger als 100 Einheiten land- und forstwirtschaftlicher Fahrzeuge mit Motoren eine Verlängerung des 24-monatigen bzw. 18-monatigen Übergangszeitraums um weitere zwölf Monate.
  - Für Motoren aller Unterklassen, deren in Anhang III der Verordnung (EU) 2016/1628 enthaltenes verbindliches Datum des Inverkehrbringens der 1. Januar 2019 ist, wird der 24-monatige bzw. 18-monatige Übergangszeitraum um zwölf Monate verlängert.

## Umsetzung
Die Tractor Mother Regulation trat zwanzig Tage nach Veröffentlichung im EU-Amtsblatt in Kraft, also am 22. März 2013. 

Eine Umsetzung der Verordnung in nationales deutsches Recht war insofern nicht nötig, als Verordnung (EU) Nr. 167/2013 die Richtlinie 2003/37/EG ersetzt hat, auf die die EG-Fahrzeuggenehmigungsverordnung referenziert. 

Für die Hersteller wurden die Regelungen am 1. Januar 2016 bezüglich der Zulassung von Neufahrzeugen verbindlich, diese erhielten darüber hinaus eine Übergangszeit von 2 Jahren, um ihr bereits vor dem 1. Januar 2016 erstelltes Produktangebot an die neuen Normen anzupassen. Ab dem 1. Januar 2018 war die Verordnung (EU) 167/2013 – von wenigen „auslaufenden Serien“ abgesehen – auf alle Zugmaschinen anzuwenden. Gezogene Fahrzeuge, d. h Anhänger oder nachlaufende landwirtschaftliche Anbaugeräte konnten noch bis 2020 nach nationalen Normen zugelassen werden, wobei die Gültigkeit aber auch auf das zulassende Land selbst beschränkt war.

Auf der technischen Seite referenziert die Verordnung (EU) 167/2016 zum Beispiel über die Verordnung (EU) 1322/2014 sowie die Verordnung (EU) 2015/96 unter anderem auf die Sicherheitsprüfungen nach der Maschinenrichtlinie sowie der OECD-Standard Codes for the Official Testing of Agricultural and Forestry Tractors (OECD-Tractor-Codes) sowie auf die Vorschriften weiterer nationaler, europäischer und internationaler Normen.